# Mariana Mantovana
Mariana Mantovana település Olaszországban, Lombardia régióban, Mantova megyében. Lakosainak száma 828 fő (2023. január 1.). Mariana Mantovana Piubega, Redondesco, Acquanegra sul Chiese és Asola községekkel határos.

## Népesség
A település lakossága az elmúlt években az alábbi módon változott:
| Lakosok száma | 746  | 745  | 828  |
|               | 2017 | 2018 | 2023 |